# Landschapspark Maasvallei

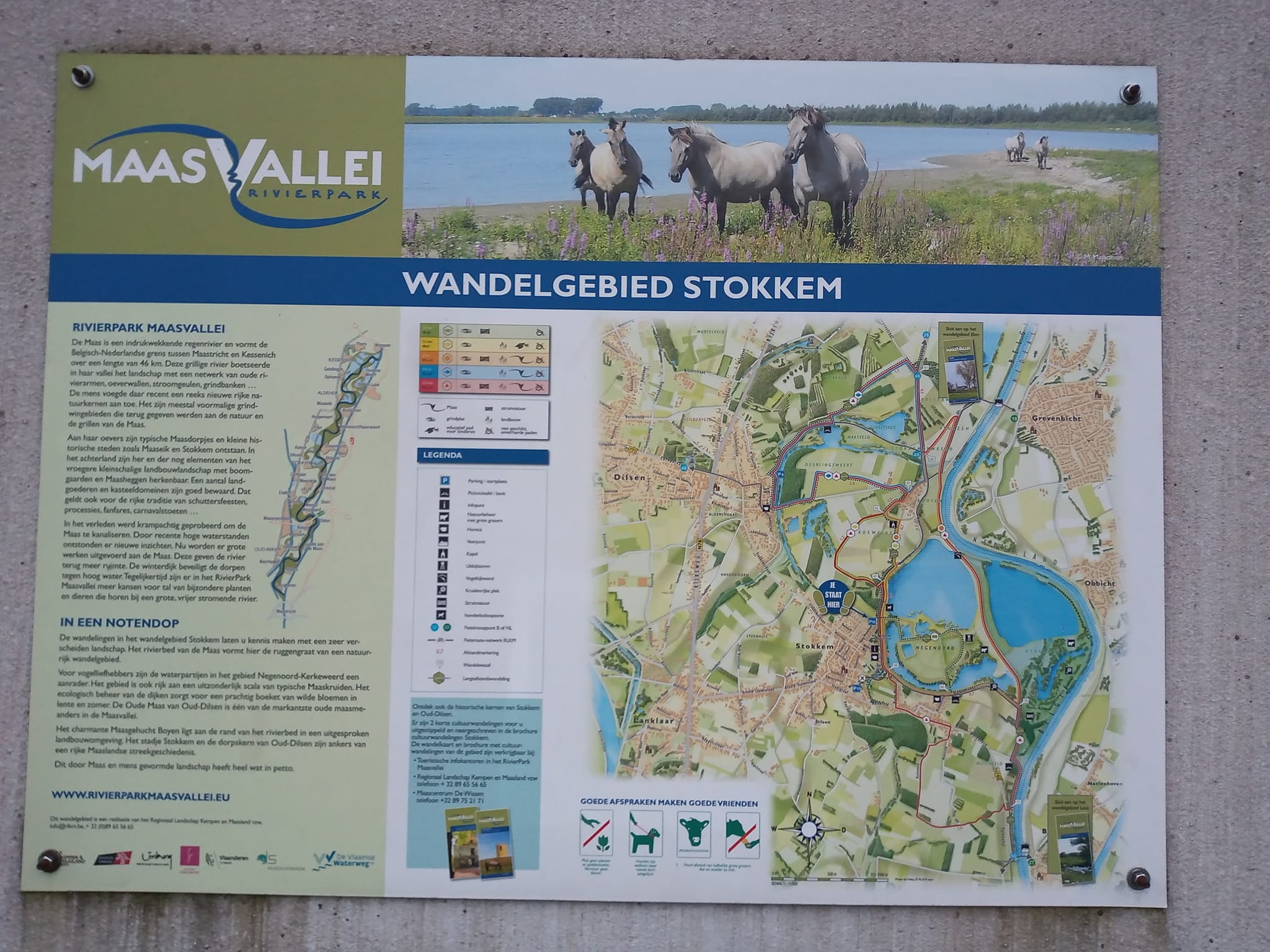
Landschapspark Maasvallei

A Landschapspark Maasvallei (magyarul Maas-völgyi Nemzeti Park; 2023-ban változtatták meg nevét, addig: RivierPark Maasvallei) a Belgium és Hollandia határán, Limburgban található Maas-völgy természeti és kulturális értékeinek ökológiai és turisztikai szempontokat figyelembe vevő rekonstrukciójának eredménye. A limburgi holland–belga projekt célja a Maas „szabályozatlanná szabályozásával” a folyó „visszavadítása”.

## Történet
A Landschapspark Maasvallei (korábbi nevén RivierPark Maasvallei) tervezése 1990-ben kezdődött, és a tervek szerint a helyreállítási munkákkal 2027-re végeznek majd. Az 500 évre visszamenő „visszavadítás” megkezdését az elmúlt 250 év árvizeinek részletes elemzése előzte meg. A Belgium és Hollandia közötti határfolyó, a Maas 45 kilométeres határszakaszát 550 millió eurós költséggel alakították át. A Maas szabályozását szinte kizárólag kereskedelmi célú kavicskitermelésből finanszírozzák.
A munkátok során a folyót körülvevő földterületek egy részét lesüllyesztették, magát a folyót pedig homok- és kavicspadokkal, mellékágakkal, változatos partvonalakkal, valamint füves és erdős területekkel szélesítették ki. Ezáltal egy dinamikus, szerteágazó folyótér jött létre, amelyben a Maas természetes módon áradhat és akár meg is változtathatja a folyásirányát. 

## Természet
A rekultivációs folyamat az állat- és növényvilág látványos diverzitásához vezetett. Az intézkedéseknek köszönhetően számos vízimadárfaj, lepkék, szitakötők, vadméhek és hódok népesítették be a területet. A tisztább víznek köszönhetően a Maas halállománya az elmúlt években gazdagodott, megnőtt, így ismét 30 különböző halfaj úszkál a folyóban, köztük: ponty, süllő, sügér, csuka és angolna. 
A folyóból az áradások során különböző növénymagok kerülnek a partra. Ennek eredményeképpen a folyóparton dús növényzet alakul ki. A terület egy része a Natura 2000 részeként európai védelem alatt áll. 
A ridegen tartott lovak és szarvasmarhák csordáinak betelepítésével érték el a természetes legeltetést, ami szintén pozitívan hatott a biológiai sokféleség katalizálására. A dél-észak irányban folyó határ menti Maas fontos ökológiai folyosóvá vált, amely összeköti a folyó folyásirányában feljebb fekvő francia és belga szakaszait a Landschapspark Maasvalleivel és a Maas-deltában, lejjebb a folyásirányban újraerdősített területekkel. Maga a park ma már tagja a Rewilding Europe Európai Újjáépítési Hálózatnak.

## Turizmus
A  fenntartható turizmus megvalósítását célzó jelenlegi limburgi rekultiváció egy 2027-ig tartó, még nem lezárt folyamat része. A Landschapspark Maasvallei mégis már az ökoturizmus nemzetközi szinten is kiemelkedően vonzó célpontjává vált, ezt elősegítendő látogatóközpontot is létrehoztak. A Landschapspark Maasvallei turizmusa elsősorban a kerékpárosokat, kirándulókat és a természetjárókat célozza meg. A megközelíthetőséget a túrázási területek és a határokon átnyúló kerékpáros körutak kialakításával fejlesztették, amelyek a szomszédos falvak (Kessenich, Aldeneik, Stokkem, Leut és Oud-Rekem) kiindulópontjairól indulnak. A borturizmusnak is teret nyitottak. Az összes falut, valamint Maaseik városát egy 35 km hosszú kerékpárút köti majd össze. Lehetőség van kajakozásra, kenuzásra, elektromos csónakázásra és horgászatra is.

## A térség fejlődése
A meder, a hullámtér és az ártér földmunkáiból jelentős bevételei származnak a homok- és kavicsbányászattal foglalkozó környező vállalkozásoknak. A térség lakosai ingatlanjai értéke 10 százalékkal nőtt. 
A megnövekedett biológiai sokféleség fellendítette a régió mezőgazdaságát, amely idővel alapvetően átállt az ökológiai gazdálkodásra.  
A turistákon kívül térség lakói is profitálnak a megvalósult idegenforgalmi projektekből, a kerékpárosok, gyalogosok, horgászok és kenusok számára kijelölt útvonalak őket is szolgálják. A helyi gazdaság jelentős lendületet kapott a természetturizmus révén, a közvetlen bevételek a 2020-as évek elejére már meghaladták a 25 millió eurót.  
További pozitív hozadékként a Landschapspark Maasvallei területén fekvő falvak és városok árvízveszélye is jelentősen csökkent. Ennek gyakorlati tesztelése megtörtént a 2021 júliusában bekövetkezett súlyos áradások során, amikor Belgiumban és Németországban több tucat ember vesztette életét és hatalmas gazdasági károk keletkeztek. Landschapspark Maasvalleiben a kiszélesített folyómedrének köszönhetően az ott is veszélyesen megáradt Maas árhullámait mederben tartotta a „visszavadítás”, a természetessé tett hullámtér az eredeti ártér határai között között tudta tartani a megáradt folyót. A térség kiválóan megbirkózott a magas vízállással, súlyos áldozatok nélkül, csekély gazdasági kár mellett.

## Nemzeti park természetvédelmi területekkel
A terület 2023 októberétől nyerte el a nemzeti park minősítést, ekkor lett az új neve Landschapspark Maasvallei RivierPark Maasvallei után.
A nemzeti park alapítóokmányát az alábbi települések hitelesítették aláírásukkal:
- Lanaken
- Maasmechelen
- Dilsen-Stokkem
- Maaseik
- Kinrooi
- Maasgouw
- Echt-Susteren
- Sittard-Geleen
- Stein
- Meerssen
- Maastricht.

A nemzeti parkban a következő természetvédelmi területek találhatók:
- Vijverbroek
- Koningssteen
- Kollegreend
- Bichterweerd
- Negenoord
- Kerkeweerd
- Maasbempder Greend
- Mazenhoven
- Maaswinkel
- Oude Weerd
- Hochter Bampd

## További információ
- Landschapspark Maasvalleit bemutató videó
- Officiële website
- Plan van Aanpak
- Natuurvereniging Limburgs Landschap
- Vlaamse Parken